# Printer
 For alternative betydninger, se Printer (flertydig). (Se også artikler, som begynder med Printer)
En printer, skriver eller skriveenhed er en enhed, der kan tilsluttes en computer med det formål at udskrive et dokument, søgeresultat eller andet som nærmere defineres af brugeren.

## Problemer med printere og tegnsæt
Tidligere var det mere almindeligt, at man havde problemer med udskrifterne fra en computer. Ud over at nogle programmer forventede en bestemt længde papir og ikke kunne finde ud af at sende sideskift-styretegn til printeren, var det ikke sjældent sådan, at computer og printer ikke anvendte samme tegnsæt. Fabrikanterne kunne vælge mellem 7-bits ASCII, 8-bits ASCII og EBCDIC som tegnsættabel. Ud over dette findes der et stort antal varianter af ASCII og EBCDIC, hvor der er ændret enkelte tegn eller tilføjet særlige tegn, der er nødvendige for at kunne udskrive på et eller flere ikke-engelske sprog. Resultatet var ofte, at udskrifter i Danmark blandede Æ, Ø og Å sammen med tegnene [, \ og ].
Problemet med danske bogstaver og ønsket om også at kunne bruge [, \ og ] kunne løses med små programmer på computeren, der sørgede for at skifte tegnsæt på printeren på det rette tidspunkt, hvis printeren ellers tillod dette.
Varianterne af tegnsættene blev søgt systematiseret i et antal codepages, hvor man med et givet nummer på en codepage entydigt kunne angive, hvilket tegn, der skulle skrives for en bestemt tegnkode. Det var ikke muligt at udskrive samtlige europæiske sprog med én codepage.
Selv om man i dag sjældent som privatperson støder på problemer med specielle bogstaver, eksisterer fænomenet stadig. Æ, ø og å kan stadig mangle på mange etiketter, fordi de ikke findes i det oprindelige, amerikanske tegnsæt eller den pågældende font og norrøne bogstaver som ð og þ giver ganske tit problemer.

## Printertyper

### Fjernskriver
Fjernskrivere er elektriske terminaler, der har været brugt til overførsel af telegrammer. De består af en skriveenhed, der kan fungere på forskellige måder. Et eksempel er en typecylinder på Teletype Model 32, der løftes og roteres til det ønskede tegn står i skrivepositionen, hvorpå cylinderen hamres mod et farvebånd og igen rammer papiret, der findes i en rulle monteret på maskinen. Fjernskriveren har også et tastatur og kan derfor også benyttes som inddateringsenhed. Endelig har mange fjernskrivere en hulstrimmellæser og -huller. Apparatet kan derfor også bruges til at indlæse og gemme mindre programmer. Fjernskrivere, der jo er konstruerede til at overføre tekst over et transmissionsnet, gav tidligt mulighed for at benytte en computer over større afstande.

### Elektrisk skrivemaskine
Elektriske skrivemaskiner af en konstruktion, der kan styres af signaler over et kabel, har også været brugt som printere (og til inddatering). De har ikke hulstrimmellæser og ofte bevæges papiret fra side til side på en ”vogn” i modsætning til det bevægelige skrivehoved hos fjernskriveren. Det er dog ikke nogen fast regel. Modsat fjernskriveren kan en skrivemaskine skrive med store og små bogstaver.
Fjernskriver og skrivemaskine havde længe en rolle som konsolskriver for operatøren ved store computere.

### Kædeprinter
På en kædeprinter sidder typerne på et bånd, der bevæger sig rundt bagved papiret. Når det ønskede tegn befinder sig ud for den beregnede skriveposition, slår en lille hammer gennem et ligeledes bevægeligt farvebånd mod papiret og typebåndet (kæden) og tegnet aftrykkes. Der fandtes også kædeprintere med typerne siddende på små arme på en kæde foran farvebåndet.

### Tromleprinter
Tromleprinteren har typerne siddende rundt på en tromle, alle tegn gentaget hen langs tromlen. Også her slår små hamre på det rette tidspunkt mod papiret gennem et farvebånd. De to printertyper var karakteristiske ved ikke at kunne placere tegnene helt præcist. På kædeprinteren varierer den vandrette afstand mellem bogstaverne lidt, mens det ved udskrifter fra en tromleprinter er den lodrette placering, der varierer systematisk. Bogstaverne ”hopper” på linjen.
Både tromleprintere og kædeprinter er ret hurtige, hvorfor de især tidligere har været meget brugte på store edb-installationer til store udskrifter. De udskriver på leporellolister.

### Matrixprinter
Før i tiden brugte man til mindre computere såkaldte matrix-printere, af og til benævnt nåleprintere, som virkede ved at nåle ramte et farvebånd, som så igen ramte det papir, man ville udskrive på. Ved brug af farvebånd med forskelligt indfarvede bånd kunne der på nogle matrixprintere produceres farveudskrifter. Nogle matrixprintere tillod udskiftning af tegnsættet eller at man udskrev billeder som bitmappet grafik ved at styre de enkelte nåle. Ligeledes kunne bogstaverne varieres i bredde og sværtning ved at sende passende styretegn i udskriften. Printeren er langsom, og hvis udskriftskvaliteten skal øges, bliver den endnu langsommere.
Kædeprintere, tromleprintere, matrixprintere og enkelte andre typer betegnes under et som linjeskrivere eller linjeprintere, i modsætning til printere der udskriver enkelte tegn ad gangen eller en hel side ad gangen.

### Typehjulsprinter
Denne type printer, der også kaldes en daisy wheel-printer, er en udpræget skønskriftprinter, der tidligere især fandt anvendelse på kontorer til udskrift af breve og andre dokumenter. Typen mindede om skrivemaskiner med typehjul, idet skrivningen skete med et roterende hjul af plastik eller metal, hvorpå der strittede et antal typearme ud fra kanten. En hammer gav et aftryk, når den rette type var ud for skrivepositionen. En fastholdelsesmekanisme sikrer en præcis placering af bogstaverne, lige som der kan skrives med variabel bogstavbredde (proportionalt spatieret skrift). Typehjulet kan udskiftes, så man kan vælge en anden skrift. Printeren er gerne forsynet med en mekanisme, der automatisk kan føre enkelte papirark gennem maskinen. Printeren er langsom.

### Laserprinter
Denne type printer er en videreudvikling af den xerografiske kopimaskine. En tromle fremstillet af et halvledermateriale oplades med en høj spænding. Tromlens ladning kan ændres ved systematisk at belyse den med lyset fra en laser. Tromlen ”pudres” derpå med tonerpulver, der kun sætter sig fast på steder med en elektrisk ladning. Pulveraftrykket trækkes over på et ark papir med en anden ladning, hvorpå det fastgøres ved opvarmning eller ved et kortvarigt kraftigt pres mellem to valser. Tromlen rengøres derpå inden det næste tryk. Laserprintere kan udskrive ret hurtigt.
En laserprinter kan vanskeligt komme op på en højere opløsning end 1200 dpi, da tonerpulveret ellers ville være så finkornet, at det ikke var til at styre.
Ganske få laserprintere er forsynet med mere end fire tonerpatroner, idet de så også kan trykke med f.eks. ”blank lak”, eller hvad man nu måtte have behov for.

### Fotosætter
Fotosætteren er en printer beregnet til produktion af professionel fotosats. Dens opløsning (dpi) er derfor ganske høj. Betegnelsen fotosætter dækker over ganske mange typer apparater, hvoraf kun de nyere er beregnet til direkte forbindelse med en almindelig pc. De moderne typer udskriver via en styrbar laserstråle på en fotografisk film eller de danner et billede på en trykplade med en fotografisk hinde til brug i offsettryk.

### LED-printer
LED-printeren er en forkortelse for Light Emitting Diode-printer og fungerer efter samme princip som laserprinteren. Dog dannes lyset, der aflader halvledertromlen ikke af en laser men af en række tætsiddende lysdioder. Antallet af bevægelige dele bliver dermed mindre og både pris og driftssikkerhed kan forbedres.

### Voksprinter
Denne printertype danner skriften ved at sprøjte farvet og smeltet voks på en roterende tromle fra små dyser på et skrivehoved. Trykket i dyserne, der sprøjter voksen ud, dannes af piezo-elektriske krystaller. Voksbilledet på tromlen overføres derpå til papiret. Voksen leveres i faste blokke, der uden videre kan kommes i det reservoir, der svarer til farven. Profilen af voksblokkene sikrer, at voksen kommer i den rette beholder. Printeren udærker sig, når der skal printes på transparenter og andre ikke-porøse medier. Typen leveres i dag kun af Xerox.

### Inkjetprinter
Inkjetprinteren, også kaldet blækprinteren, skriver med små dråber blæk, der skydes ud fra et skrivehoved, mens skrivehovedet bevæger sig frem og tilbage over papiret. Blækdråberne kan enten frembringes ved en kortvarig opvarmning af blækket i de enkelte dyser, så blækket skydes ud af dampen, eller ved bevægelser i små piezo-elektriske krystaller i blækkanalerne. Tegnene dannes derfor som en matrix af små blækklatter, men opløsningen kan laves overordentlig stor. Det er også muligt at lave udskrifter på store ark papir uden at prisen for printeren bliver urimeligt stor. Dette benyttes f.eks. til trykning af reklamer i små oplag til busskure og lignende. Blækket til denne type printer kritiseres ofte for at være overordentlig dyrt.
Nogle inkjetprintere har en ganske høj opløsning, men trykket har en tendens til at blive lidt uldent, da meget små blækdråber let kan flyve i utilsigtede retninger.
Visse printere har mere end de sædvanlige fire farver (CMYK) for at give en bedre gengivelse af farver.
Særlige inkjetprinter kan printe billeder med levnedsmiddelfarve på en spiselig hinde, så billedet kan benyttes som dekoration på en kage. Andre typer kan printer overføringsbilleder, der kan benyttes i den keramiske produktion.

### Dye-sublimation printer
I denne printer dannes skriften ved at farve fra et farvebånd opvarmes af små varmelegemer og fordamper (sublimerer). Farven sætter sig på mediet, når dampen igen afkøles. Normalt trykkes der med én farve ad gangen. Typen anvendes i dag fortrinsvis til gengivelse af billeder, hvor den giver fine resultater.

### Termoprinter
Printeren skriver på en særlig slags papir med en række små, styrbare varmelegemer. Papiret farves sort-violet, når det opvarmes over en vis temperatur. Typen var tidligere brugt til hjemmecomputere, men bruges i dag ofte til kasseapparater.

### Printer med metalliseret papir
En printertype, der nok havde sin største udbredelse i begyndelsen af 1980'erne, hvor ”hjemmecomputerne” blev udbredt, skrev på smalle strimler papir belagt med et tyndt lag aluminium. Med en elektrisk gnist kunne metallet fjernes, og det efterlod en mørk skrift.

### Plotter
Plottere var tidligere udbredte inden for udskrift konstruktionstegninger og aftegning af måleresultater. En eller flere farvede penne kunne tegne på et ark papir på et bord (flat bed plotter) eller på en tromle, der rullede arket frem og tilbage, mens printeren førte pennen frem og tilbage. Nogle modeller kan tegne på ganske store ark. De var mindre egnede til tekst, der typisk fik et særegent ingeniør-agtigt udseende. Plottere var på grund af den høje prise sjældne i forbindelse med hjemmecomputere. Et firma som Sharp leverede dog en computer med in lille firfarve-plotter.

## Kvalitet
Kvaliteten afhænger meget af producent af printeren, type og kvalitet af kilde (billede eller tekst) samt samspil med øvrig hardware. Matrix-printere er dog ikke så udbredte i dag pga. langsom udskrivning og ringe kvalitet i forhold til andre typer printere. Men til gengæld bruges den dog stadig, hvor man f.eks. har brug for at udskrive på gennemslagspapir.